# Daniela Gäts
Daniela Gäts (ou Gaets, née le 4 février 1964 à Vienne) est une actrice autrichienne de théâtre et de cinéma.

## Biographie et carrière
Daniela Gäts a grandi avec sa mère à Feldkirch-Tosters. Dès 1982, elle fréquente une école de théâtre à Vienne, et dès 1986, elle part pour la Lee Strasberg School à New York. Après ses études, elle revient à Vienne et interprète son premier rôle dans le film Müllers Büro.
Suivent de nombreux rôles au cinéma et à la télévision. Elle a travaillé avec Xaver Schwarzenberger, Robert Dornhelm, Thomas Roth (de) et a joué dans des séries télévisées autrichiennes telles que Rex chien flic, Medicopter. Son rôle le plus célèbre est celui de vétérinaire Sonja Koller dans Rex chien flic de 1995 à 1996.
En tant qu’actrice de théâtre, elle joue aux Theater in der Josefstadt, au Volkstheater, au Theater Kosmos Bregenz, au Neue Bühne Villach, au Schloßparktheater de Berlin, au Theater im Künstlerhaus de Vienne.

## Filmographie (sélection)
Sauf indication contraire, les informations mentionnées dans cette section peuvent être confirmées par la base de données cinématographiques IMDb,  présente dans la section « Liens externes ».

### Séries télévisées
- 1995 : Rex chien flic, Les yeux bandés, saison 2 épisode 1: Sonja Koller
- 1995 : Rex chien flic, Traces de sang, saison 2 épisode 2: Sonja Koller
- 1995 : Rex chien flic, Séduction mortelle, saison 2 épisode 3: Sonja Koller
- 1995 : Rex chien flic, Le masque de la mort, saison 2 épisode 5: Sonja Koller
- 1995 : Rex chien flic, Témoin aveugle, saison 2 épisode 6: Sonja Koller
- 1995 : Rex chien flic, Destins croisés, saison 2 épisode 7: Sonja Koller
- 1995 : Rex chien flic, Qui a tué Sabine?, saison 2 épisode 8: Sonja Koller
- 1995 : Rex chien flic, Sous le signe de Satan, saison 2 épisode 9: Sonja Koller
- 1995 : Rex chien flic, Le parfum de la mort, saison 2 épisode 10: Sonja Koller
- 1995 : Rex chien flic, Coup monté, saison 2 épisode 11: Sonja Koller
- 1995 : Rex chien flic, Les Cobayes, saison 2 épisode 12: Sonja Koller
- 1997: Medicopter (épisode 8)
- 1997 : Opernball 1 et 2 de Urs Egger
- 1998: Fieber (épisode 2)
- 1998 : Schlosshotel Orth, Wilde Wasser: Vera

### Cinéma
- 1986 : Müllers Büro de Niki List et Hans Selikovsky
- 1992 : Capuccino Melange de Paul Harather : Simone
- 1995 : Schnellschuß de Thomas Roth (de)
- 1995 : Die große Liebe des Dr. Isidor Scheminsky de Franz Moritz
- 1997 : The Unfisch de Robert Dornhelm
- 1997 : Kreuzfeuer de Thomas Roth : Cora Horak
- 1998 : Das Siegel de Xaver Schwarzenberger
- 2000 : Ein Ganz normaler Tag (Just an ordinary day) de Till Noever: Marie
- 2000 : Death Hunters: To die for de Samir: Suzanne Tarrach
- 2003 : Nochmal auf Anfang de David Rühm
- 2009 : Koma (Coma) de Ludwig Wüst: la voisine
- 2010 : Little Dancer de Georg Jecel

### Théâtre
- 1995 : Cabale et amour de Friedrich von Schiller, mise en scène L. Wüst, Künstlerhaus Wien : Lady Milford
- 1996 : Soul of a Jew de Joshua Sobol, mise en scène M. Schottenberg, Schloßparktheater Berlin : Doppelgänger
- 1996 : Biographie: Un jeu de Max Frisch, mise en scène M. Gampe,  Theater in der Drachengasse : Antoinette
- 1998 : Über die Verführung von Engeln (De la séduction des anges) de Bertolt Brecht, mise en scène R. Deppe, Theater in der Josefstadt
- 1999 : L’Esprit s’amuse de Noël Cowar, mise en scène Klaus Rohrmoser, Volkstheater Wien : Ruth Condomine
- 2000 : Cooking with Elvis de Lee Hall, mise en scène A. Jagg, Festspielhaus Bregenz : Mam
- 2001-2002 : L’Homme sans qualités de Robert Musil, mise en scène Jürgen Kaizik, Theater in der Josefstadt Wien: Bonadea
- 2002 : A Hard Heart de Howard Barker, mise en scène A. Jagg, Festspielhaus Bregenz
- 2003 : Himalaya de Volker Schmidt, mise en scène V. Schmidt, Theater im Künstlerhaus Wien : Sabine[1]
- 2004-2006 : L’Avare de Molière, mise en scène P. Hochegger, Kultursommer Parndorf : Frosine
- 2006 : Après la répétition d’Ingmar Bergmann, mise en scène L. Wüst, Wald4tler Hoftheater : Rakel Egerman
- 2007 : Nordost de Thorsten Buchsteiner, mise en scène H. Dragaschnig, Theater Klas, Cosmos Theater Bregenz : Olga
- 2008 : Sixteen Wounded d’Eliam Kraiem, mise en scène A. Meschnigg, Neue Bühne Villach : Sonja
- 2008 : L’Exhibitionniste de Dusan Jovanivic, mise en scène E.J. Rippmann, Neue Bühne Villach : Dorothy
- 2008 : Astoria de Jura Soyfer, mise en scène P. Hochegger, Kultursommer Parndorf : la contesse Marasquino
- 2009 : Die Mountainbiker de Volker Schmidt, mise en scène A. Jagg
- 2009 : Macbeth de William Shakespeare, mise en scène R.H. Dragaschnig, Klas Theater: Lady Macbeth
- 2010 : Benefiz d’Ingrid Lausund, mise en scène A. Jagge, Kosmostheater Bregenz